# Aeolidia pelseneeri
Aeolidia pelseneeri is een slakkensoort uit de familie van de Aeolidiidae. De wetenschappelijke naam van de soort is voor het eerst geldig gepubliceerd in 1937 door Risbec. De soort is een taxon inquirendum